# アジアンノット
アジアンノットは、紐を結ぶことで装飾的な結び目を作る手芸。
世界各国にある紐結びの技法の中で、東アジアで発展した中国結び（チャイニーズノット）、メドゥプ（韓国）、飾り結び・花結び（日本）などをもとに、日本の手芸会社が提唱した結び手芸のことである。誤解されがちだが、これらアジアに伝わる結びを総称する語は存在しておらず、アジアンノットというのも手芸会社の造語である。